# يوتلسات
يوتلسات شركة فرنسية تهتم بالأقمار الصناعية. توفر التغطية على كامل القارة الأوروبية، فضلاً عن منطقة الشرق الأوسط وأفريقيا، والهند، وأجزاء كبيرة من آسيا والأمريكيتين، وهو واحد من الثلاثة الرئيسية في العالم مشغلي السواتل من حيث الإيرادات.

## تاريخ الشركة
المنظمة الأوروبية للأقمار الصناعية والاتصالات (يوتلسات) أنشئت في عام 1977 بوصفها منظمة حكومية دولية لتطوير وتشغيل الاتصالات السلكية واللاسلكية بواسطة الأقمار الصناعية. وقد بدأت المؤسسة عملها مع إطلاق أول ساتل في عام 1983.
أُنْشِئ في البداية لمعالجة الطلب على الاتصالات الساتليه في أوروبا الغربية، يوتلسات طور بنيتها التحتية على وجه السرعة لتوسيع نطاق التغطية الإضافية إلى الاسواق، مثل أوروبا الوسطى والشرقية في عام 1989، والشرق الأوسط والقارة الإفريقية، وأجزاء كبيرة من آسيا والأمريكيتين من التسعينات من القرن الماضي.
يوتلسات هي أول مشغل للأقمار الصناعية في أوروبا لقنوات تلفزيونية والبث المباشر إلى المنازل direct-to-home. ووضعت خمسة أقساط حي هوت بيرد الاقمار الصناعية في منتصف التسعينات لعرض القدرات التي من شأنها أن تكون قادرة على اجتذاب مئات من القنوات إلى نفس الموقع المداري، ومناشدة لجماهير المستهلكين على نطاق واسع قنوات تلفزيون فضائية.
مع التحرير العام لقطاع الاتصالات السلكية واللاسلكية في أوروبا، ومكتب المفتش العام للعمليات والأنشطة التي تم تحويلها إلى شركة خاصة تسمى يوتلسات سا في Eutelsat S.A. في يوليو عام 2001.
في أبريل 2005 ،جمع المستثمرون الأسهم الرئيسية في يوتلسات سا استثماراتهم في كيان جديد (يوتلسات الاتصالات)، التي أصبحت الآن الشركة القابضة المالكة للمجموعة 95.2% من يوتلسات سا في السادس أكتوبر 2005.

## الأقمار المملوكة من قبل يوتلسات
| الموقع       | اسم الساتل                    | مجال التغطية                                                                                 |
| ------------ | ----------------------------- | -------------------------------------------------------------------------------------------- |
| 15° غربا     | Telstar 12                    | أوروبا، الشرق الأوسط، شمال أفريقيا، أمريكا الشمالية، أمريكا الجنوبية                         |
| 12.5° غربا   | أتلانتك بيرد 1                | أوروبا، الشرق الأوسط، شمال أفريقيا، أمريكا الشمالية، أمريكا الجنوبية                         |
| 11° غربا     | Express A3                    | جنوب أوروبا، شمال إفريقيا                                                                    |
| 8° غربا      | يوتلسات يوتلسات 8 غرب ب       | أوروبا، الشرق الأوسط، شمال أفريقيا، أمريكا الشمالية، أمريكا الجنوبية، فرنسا, أوروبا الغربية. |
| 7.3° غربا    | يوتلسات يوتلسات 7 غرب أ       | جنوب أوروبا، شمال إفريقيا، الشرق الأوسط                                                      |
| 5° غربا      | أتلانتك بيرد 3                | أوروبا والشرق الأوسط وشمال أفريقيا وغرب أفريقيا، أمريكا الشمالية وأمريكا الجنوبية            |
| 3.1° شرقا    | نايل سات 104                  | أوروبا الغربية                                                                               |
| 7° شرقا      | يوتلسات                       | أوروبا والشرق الأوسط وشمال أفريقيا وأفريقيا جنوب الصحراء الكبرى، وأمريكا الشمالية            |
| 9° شرقا      | Eutelsat 9A                   | أوروبا، الشرق الأوسط وشمال أفريقيا                                                           |
| 10° شرقا     | Eutelsat 10A                  | أوروبا، الشرق الأوسط وشمال إفريقيا، وجنوب أفريقيا                                            |
| 13° شرقا     | Eutelsat Hot Bird 13A/13B/13C | أوروبا، الشرق الأوسط وشمال أفريقيا                                                           |
| 16° شرقا     | يوتلسات                       | أوروبا، الشرق الأوسط وشمال أفريقيا ومدغشقر وجزيرة ريونيون                                    |
| 21.5° شرقا   | Eutelsat 21A                  | أوروبا والشرق الأوسط وشمال أفريقيا وغرب أفريقيا                                              |
| 25.5° شرقا   | Eutelsat 25A                  | وجنوب أوروبا، والشرق الأوسط وشمال أفريقيا                                                    |
| 28.5°        | Eutelsat 28A                  | أوروبا وشمال أفريقيا                                                                         |
| 33.2° شرقا   | Eutelsat 33A                  | أوروبا                                                                                       |
| 36° شرقا     | Eutelsat 36A/36B              | أوروبا الشرقية وروسيا وأفريقيا أوروبا، الشرق الأوسط وشمال إفريقيا، وجنوب أفريقيا             |
| 53° شرقا     | Express AM 22                 | أوروبا والشرق الأوسط وآسيا، وشمال أفريقيا                                                    |
| 70.5° شرقا   | Eutelsat 70A                  | الشرق الأوسط وآسيا، وجنوب أوروبا وشمال أفريقيا                                               |
| خرج عن مساره | هوت بيرد                      | أوروبا، الشرق الأوسط وشمال أفريقيا                                                           |

## وصلات خارجية
- ترددات النايل سات
- الموقع الرسمي للشركة